# 朝田理論
朝田理論（あさだりろん）とは、部落解放同盟中央本部の第2代中央執行委員長となる朝田善之助が1956年に部落解放同盟第11回全国大会で主張しだし、翌年に組織方針として確立させた部落解放理論。朝田テーゼ、朝田ドクトリンとも呼ばれる。「不利益と不快を感じさせられたら全て差別」「差別か否かというのは被差別者しか分からない」といった、『差別』と感じた者に全ての決定権と主導権があるという考え方で、戦後に部落解放同盟が主導した部落解放運動の根底を成している。
1956年に部落解放同盟第11回全国大会の運動方針討議の分科会で論議となり賛否両論となったものの、朝田は強く主張し続け、翌年の部落解放同盟第12回全国大会で部落解放同盟の運動方針として可決された。しかし、これを利用して役所や企業、個人を『差別した』と脅して、就職・定期的補助金や無償化など金銭的利得、同和利権を獲得する部落解放同盟関係者が多数発生した。都道府県によっては部落被差別者地域と認定された者は優遇措置が取られ、不公正で乱脈な同和行政・同和対策を続けること自体が新たな問題を産んだ。部落解放同盟による無法な利権あさりによって、部落関係者には富を得る者などが現れるようになった。金銭目当ての利権獲得運動に変質したことで当初の部落解放運動の目的が失われた。この理論を旗印に相手を『差別』認定して暴力や脅迫を行っていたことで、一般大衆へ暗黙に朝田理論を用いる怖れがある人物・組織、つまり部落関係と関わることを可能な限り忌避する意識が生まれて国民融和を妨げる元凶になった。
部落解放同盟・同和利権は日本共産党によって批判されてきたが、2000年末期頃から黙殺されていた地方自治体に「人権」を盾に同和行政にして利権の温床に行ってきた窃盗､横領､恐喝などの犯罪・行政対象暴力が相次いで摘発されているため、朝田理論を元に行われている同和行政を終結することが差別の解消になっている。

## 概要
1956年に部落解放同盟第11回大会で提出された「差別に対する命題」すなわち「生活上における一切の不利な条件…日々生起する一切の問題を…差別として評価しなければならない」は、その非科学性から多数の代議員の反対を受けて保留になったが、この発想は、地方自治体の行政を「差別行政」であるとして攻撃・糾弾し、同和対策事業予算を取れるだけ取るのに便利であったため、1961年の第16回大会で打ち出された「差別の本質」などで復活し、1960年代前半、日本共産党系列の大衆運動の動員に収斂しようとする当時の解放同盟中央の運動論に対抗する形で再三にわたり意見書を提出する中で徐々に形を整えていった。
当初、朝田は一時的にマルクス・レーニン主義の理論を吸収しようと努め、日本共産党を心情的に支持する姿勢を示していた。このため、部落解放同盟内部の共産党員は早くから朝田理論の誤りを指摘しつつも朝田と共存していた。
ところが1960年代半ば、共産党系幹部と関係が悪化した社会党系幹部は新たな運動論のよりどころとして朝田に接近、その理論的主張は一転して解放同盟の主流的立場となった。
それと同時に朝田は完全な反共主義に転じ、共産党系活動家を部落解放同盟から追放。以後、朝田理論は共産党系活動家から公然と批判を受けるようになり、1969年発刊の共産党農民漁民部編『今日の部落問題』では、朝田の主張が「社会民主主義者による解放同盟内の日和見主義理論」の一つとして紹介されるとともに、排外主義的傾向が強いと全面的に批判された。
1965年、共産党系活動家の岡映は汐文社より『入門部落解放』を上梓。岡は朝田理論を、「うけとめ方によっては、きわめて有害のものであって、部落の孤立化を深めることになる」として批判した。
1969年、矢田事件で決定的となった解放同盟と共産党との対立、双方からの非難の応酬の中で「三つの命題」として整序され、1971年の部落解放同盟全国大会で定式化された。
2010年7月2日、小森龍邦（部落解放同盟広島県連合会顧問）は「解放理論とは何かー再び『三つの命題』を考える」と題する講演会を開き、あらためて「3つの命題」の重要性を説いた。2011年、部落解放同盟中央本部は朝田理論（3つの命題）の限界を認めつつも「その継承的発展」の必要性を訴えた。

## 内容

### 前提
- 「ある言動が差別にあたるかどうかは、その痛みを知っている被差別者にしかわからない」[10]
- 「日常生起する問題で、部落にとって、部落民にとって不利益なことは一切差別である」（部落解放同盟第12回大会）

### 部落差別の3つの命題
1. 「部落差別の本質は、部落民は差別によって主要な生産関係から除外されていることにある」
2. 「部落差別の社会的存在意義は、部落民に労働市場の底辺を支えさせ、一般労働者、勤労人民の低賃金、低生活のしずめとしての役割、部落民と労働者・勤労人民と対立させる分割支配の役割にある」
3. 「社会意識としての部落差別観念は、自己が意識するとしないとにかかわらず、客観的には空気を吸うように労働者・勤労人民の意識に入り込んでいる」[11][12]

## 肯定的評価
部落解放同盟書記長をつとめた小森龍邦は、この朝田理論を「長い間、差別されていること自体、部落の責任だと思っていたものに、勇気と自信を与え、差別の本質的認識を前進させるために、運動の当初必要とされた、この命題は運動の最後まで必要とされるものである」と讃えている。

## 否定的評価
朝田理論に基づく恣意的な差別認定の乱発については、当初から「箸が転んでも差別か」「パチンコに負けるのも、郵便ポストが赤いのも差別か」と揶揄されていた。これに対して朝田は「その通りや」と笑って答え、批判を受け入れようとしなかった。かつて朝田善之助に師事していた東上高志によると、朝田は常々「差別者をつくるのは簡単だ」と豪語していたという。東上は朝田と共に大阪の朝日新聞社まで歩いていた時、「八百八橋」の一つである「四つ橋」にさしかかり、「東上君、あれを読んでみ」と朝田に言われた。「四つ橋」と東上が答えると、朝田は「お前、今、四つ（被差別部落民の賤称）言うて差別したやないか」と非難してみせた。このような強引な難癖の付け方は、矢田事件における「木下挨拶状」への糾弾の際にも応用された、と東上は述べている。
朝田は自らの理論を「実践にすぐ役立つ」と豪語していたが、全解連の中西義雄は、朝田理論を「理論、イデオロギーでもなんでもなく、暴力団が市民にいんねんを吹っかけておどしとるのと、同じ論法にすぎない」と論評している。
岡映によると、岡山県江見町では居酒屋で飲食した5-6名の部落民が金の持ち合わせがないことに気付き、とっさの対応策として居酒屋の主人の「差別発言」をでっち上げ、銚子やコップを割る、椅子を振り回すなど暴れられるだけ暴れ、酒食料を無料にさせ、なおかつ居酒屋の主人を謝らせ、金一封を巻き上げて自慢していたことがある。「後年、『朝田理論』として有名になった『部落に生起する一切の部落と部落民にとっての不利益な問題は、差別である』とする定義づけに、私がどうしても賛成できなかったのは、『朝田理論』の『実践的な原形』ともいえる江見の若衆たちの話を聞かされていたからである」と岡は述べている。
部落民にとって不利なことを全て差別と見なした結果、「僕が勉強でけへんのは差別の結果なんや」と教師に主張する同和地区出身の小学生も現れた。

部落解放同盟出身で、のち対立団体に転じた岡映は朝田理論を「唯利的巧理論」と呼び、海原壱一の「海原御殿」を実例にあげて「金儲けしたくば、朝田派にゆけ」と皮肉っている。同和対策事業で潤った朝田派幹部らは「朝田財閥」と呼ばれた。
また、朝田派には同族意識論と呼ばれるものがあった。この同族意識とは、水平社の初期にも問題にされたもので、部落外のものは労働者であっても差別者とみなし、部落の者はたとえ資本家や富豪でもみな兄弟とみなす立場であった。この考え方は、階級的連帯を否定する排他的・閉鎖的な部落排外主義として批判された。
松沢呉一は朝田理論を以下のように批判している。
論理学的には朝田理論は対人論証と呼ばれる詭弁の一形態である。何故なら朝田理論は、言った人間の属性（この場合は部落民か否か）を持って命題の正誤を判断しているからであり、もしこれが正しいとすれば全く同じ言動であっても言っている人によって正しい間違いが変化してしまうことになってしまうことになる。

## 部落排外主義への批判
部落民だけが部落解放運動に関われる、部落出身者が非部落出身者から跪いて拝まれる立場であるとする部落排外主義には批判がある。岐阜大学の藤田敬一はかつて部落解放同盟の運動に参加したものの、狭山同盟休校に異論を唱えた折、部落出身ではないために「部落民でない君に何がわかるか。わかるはずがない」と疎外され、差別者扱いされて運動を離れた。藤田は、「体験、立場、資格の固定化、絶対化はときに奇妙な倒錯現象をひきおこす。自分は部落外の人間だと思っていた人が実は祖父母のどちらかが被差別部落出身であることがわかって両手をあげて喜んだという話が十数年前にあった。彼にしてみれば、拝跪する側から拝跪される側への変身であり、ある種の被抑圧感、劣等感からの解放だったのだろう」と記している。
藤田によると、「ある言動が差別にあたるかどうかは、その痛みを知っている被差別者にしかわからない」「日常部落に生起する、部落にとって、部落民にとって不利益な問題は一切差別である」という「差別判断の資格と基準」が、「関係の固定化と対話の途切れ」を生んでおり、「被差別者」自身が引き受けるべき責任まで他人や世間に転嫁する態度を生んでいるという。これに対し部落解放同盟中央本部は1987年6月の第44回全国大会で藤田を名指しで非難し、「差別思想の持ち主」と決めつけて指弾した。
京都産業大学の灘本昌久は被差別部落民を祖先に持ちつつ当人は被差別部落出身ではなかったが、部落解放運動の内部では部落民として扱われ、「部落解放運動をやる上では、部落出身であるというお墨付きは非常に有効でして、運動の中では非常に発言権を認められることになった」、「私が今まで、部落解放運動の中で自由に発言し、部落解放同盟に対してはっきり批判的なことを言っても、それほど重大事には至らなかったが、それは「部落民」の看板があったことにもおおいに助けられていたと思う。これが一般の人で同じような発言をしていたら、たちどころに「差別発言」として、問題視され、糾弾されていたに違いない。部落外からのまっとうな批判に対して、 部落解放運動が「差別者」のレッテルを貼って、口を封じ、職を奪ったり社会的に抹殺した例は枚挙にいとまがないほどである」と述べている。
出身による差別発言認定の有無
水平社博物館館長の守安敏司の妻は高校教師であったが、部落解放奨学生の合宿で相部屋になった部落出身の女子生徒に「集合遅れるわよ。鏡を見るのが好きね」と声をかけたところ、これを部落差別発言と曲解され、十数名の奨学生から深夜2時まで糾弾された。しかし、守安の妻もまた被差別部落出身であることが判明した途端に当の女子生徒から「ごめんね。先生も苦しい思いをしてきたんだね」と謝罪を受け、へたり込んた。守安の妻は「怒りと批判の対象ですら、同じ部落民とわかった途端に皆兄弟姉妹…こんなものが優しさと温もりなのか? 部落解放運動の、怒りと批判の矛先にあるものは、一体ぜんたい何なのか」と疑問を感じたという。
1970年代には中学校3年生用の同和副読本『友だち』に、以下の記述が登場した。
この記述は、1976年2月開会の第154回兵庫県議会で県議の古賀哲夫から「部落住民は部落外住民と結婚すべきではないなどという特殊な理論である」と批判を受けて削除された。
身体障害者への差別・序列付け
1973年7月24日から7月26日、同年8月11日に兵庫県立八鹿高等学校の部落研の生徒を対象に行われた合宿学習会では、部落解放同盟兵庫県連青年部などが「部落のもんでもないもんがなんで部落研をやるんか」と、部落問題を扱うのは部落民の専売特許であるとの見解を示した。部落研のメンバーである小児麻痺の女生徒が「いま聞いていたら部落だけが差別されてて、その他のはどうでもいいみたいに聞こえた」と違和感を表明すると、「部落の立場とアンタの場合は違うやろ。身体障害はアンタ一代限り。苦しみはアンタだけで終わるやろ」と被差別者同士の間に序列を作られた。このほか、部落解放同盟兵庫県連から、部落出身生徒とそれ以外の生徒では授業を分けろと要求された教師もいた。

朝田理論の本質は「部落民以外は全て差別者」と要約されることがあるが、部落解放同盟はこのような発言の存在を否定し、「日共の差別デマ宣伝」であると主張し、1976年3月の部落解放同盟大会方針でも同じことを言っている。しかし、対立団体の中西義雄はこれに反論し、部落解放同盟が
と、別の言い方で同じ意味のことを書いていると指摘。さらに、朝田が部落外の人民に対して「差別する側に生まれている」ことを自覚するよう求め、「差別意識」をもつ「自己と闘い、社会と闘う」ことを要求している、とも指摘。部落解放同盟の主張を「『解同』が反動支配勢力ではなく、『労働者及び一般勤労人民』を『差別観念』の持ち主として敵視した、すでにきびしく批判されて破産している『命題』をとりつくろうため」の詭弁である、と批判している。

## 「部落民以外は差別者」論
部落解放同盟長野県連委員長の山崎翁助は後に全国水平社は方針転換したものの、
と記している。
この記述が正しいとすると、「部落民以外は差別者」論は1956年の朝田理論の登場以前、大正11年（1922年）の段階で既に全国水平社の方針として存在自体はしたものといえる。ただし実際にこれらが積極的に用いられたかについては不明である。

## 部落関連以外での使用
朝田理論は部落問題において、部落解放同盟関係者から用いられたが、「不利益と不快は一切差別」「差別か否かというのは被差別者しか分からない」といった。差別と感じた者にだけ理があるという考え方は在日朝鮮人・韓国人でも異論への批判へ用いられている。

## 関連文献
- 中西義雄『部落解放への新しい流れ』p.291-332
- 「赤旗」1969年9月7日付「部落解放運動を誤らせる『朝田理論』を批判する」
- 灘本昌久「不利益＝差別の再検討」（こぺる編集部編『部落の過去・現在・そして…』阿吽社、1991年）